# SŽ serija 664
SŽ serija 664 (nekdaj JŽ 664, podserija 100) je serija šestosnih dizel-električnih lokomotiv Slovenskih železnic.

## Zgodovina
Zasnoval jih je Electro-Motive Diesel iz ZDA kot tip G 26 HW-2, sestavil pa jih je Đuro Đaković v letih 1984 in 1985. 
Prvi dve lokomotivi je ŽGP Ljubljana prevzel in uvedel v redni promet 5. novembra 1984.
Osem lokomotiv je bilo dodeljenih za sekcijo vleke v Divači, dvanajst pa za Mariborsko remizo. 
Namenjene so vleki težkih tovornih in potniških vlakov na neelektrificiranih progah na Štajerskem, Dolenjskem, v Istri in na t. i. Soškem koridorju. Z njimi se je promet vršil na progi Pragersko–Hodoš do njene elektrifikacije, med obnavljanjem posledic škode zaradi žleda leta 2014 pa tudi na progi Ljubljana–Sežana.
V zadnjem času obratujejo tudi na Hrvaških progah, v najemu pri zasebnih družbah, lokomotive 664-111, 664-112, 664-101, 664-105, 664-106 in 664-114 pa obratujejo od  februarja 2021  v Srbiji v najemu prevoznika Srbija Kargo .

## Zgradba
Gre za izboljšan tip lokomotive JŽ 664 - 0xx (G26C), ki je v uporabi na Hrvaškem (danes kot HŽ 2062) in v Srbiji od leta 1973 dalje. Zaradi prisilnega polnjenja so močnejše, dodano imajo elektrodinamično zavoro, namesto glavnega enosmernega generatorja je vgrajen alternator, regulacija moči elektrodinamične zavore pa je zvezna. 
Vgrajen je električni generator z močjo 375 kW/1500 V za ogrevanje do 10 potniških vagonov, zato se z njimi lahko izvaja vleka potniških vlakov. Zaradi ene same kabine je preglednost na progo zmanjšana, zato je na vlakih zasedba dvojna (strojevodja s pomočnikom).